# こばると丸
こばると丸は、関西汽船が運航していた客船。僚船のあいぼり丸とともに関西汽船が運航した最後の純客船であった。

## 概要
三菱重工業神戸造船所で建造され、1968年8月に阪神 - 今治 - 松山 - 別府航路に就航した。
1992年8月、さんふらわあ こがねの就航により引退、本船とあいぼり丸の引退により、関西汽船の大型船は全てフェリー化された。
1992年、ギリシャのVERGINA FERRIESに売却され、VERGINA TREASUREとなり、クルーズ客船へ改装された。1995年7月、改装工事中の火災により焼損。1995年10月、スクラップとしてトルコに売却され、解体された。

## 船内

### 船室
- 特等室（42名）
- 一等室（152名）
- 特二等室（185名）
- 二等室（901名）